# エドモンド本田
エドモンド本田（エドモンドほんだ、Edmond Honda）は、カプコンの対戦型格闘ゲーム『ストリートファイター』シリーズに登場する架空の人物。ゲーム内ではE.本田（E.HONDA）やE・ホンダと表記される。

## キャラクターの設定
『ストリートファイターII』（以下『ストII』）のプレイヤーキャラクターとして初登場した日本代表の力士。番付は大関（張出）。相撲の素晴らしさを世界に広めようとストリートファイトの旅に出る。
赤いまわしの上に青い縦縞の浴衣を身に着け、闘うときは上半身をはだけた姿になる。顔に施された隈取りや、勝利時に見せる歌舞伎の演技を取り込んだ決めポーズ（飛び六方など）は日本文化を知ってもらおうという本田のアイディアによるもの。『ストリートファイターZERO2』のソドムのエンディングに登場する本田は土俵の上でも隈取りをしていた。『ストリートファイターIV』（以下『ストIV』と表記）の家庭用版アニメーションでは素顔で取組を行う本田を見ることができる。浴衣と隈取りは『ストII』で本田をデザインしたERICHANによると、アートディレクターのあきまんの「普通の相撲取りだとさびしいので何か考えて」という指示で作ったものであり、海外でストリートファイトをするときに身分を隠して戦うのに日本をアピールする歌舞伎の隈取りがいいということで、正義のヒーロー「暫」のメイクを参考にしている。
頭の大銀杏（髷）は硬くセットされており、頭突きなどをしても乱れることはない。『ストII』シリーズや『ストリートファイターZERO3』（以下『ZERO3』）でブランカの電撃を受けた時に髷の中に骨が描写されており、この骨は『ストIV』でキャラクターがポリゴンモデル化された際にも再現されている。ゲーム雑誌『ゲーメスト』では「髷の中には頭突きの威力を上げるためにフライドチキンの骨を仕込んでいる」と説明されたが、ERICHANによると「相撲取りの心意気」であり、頭突きを多用したために拳ダコのように骨が生えたというイメージだという。
ホームステージは土俵。『ストII』シリーズでは銭湯の中に作った土俵で、『ZERO3』では銭湯前に土俵がある。
『スーパーストリートファイターIIX』（以下『スパIIX』）での登場を最後に『ZERO3』で再登場するまで約4年間のブランクがあったが、その間もカプコン格闘ゲームの名物キャラクターとして背景や他キャラクターのエンディングなどに登場していた（本人が登場するもののほか、「カプコン湯」「本田湯」という名の銭湯など、間接的に本田を連想させるものもある）。
『ストリートファイターV』（以下『ストV』）ではアレックスのストーリーモードに火引弾、ハカンと共にコピーファイターで登場する。ハカンと共にアレックスに襲い掛かるがアッパー一発で吹き飛ばされる。『ストV』では「登場キャラクターの国籍の偏りを軽減したい」という理由があり、『ストII』初出のキャラクターの中で唯一プレイアブルキャラクターになっていなかった。だが『ストリートファイターV アーケードエディション』（以下『ストV AE』）のシーズン4にてルシアやポイズンと同時にプレイアブルキャラクターとして2019年8月5日に配信された。
あきまんによると、映画『ティファニーで朝食を』に登場する日系人のユニオシや、テクモのアーケードゲーム『忍者龍剣伝』に登場する相撲取りのような、勘違いした日本文化をイメージしているという。
『ストII』開発中の名前は「E・鈴木」（エドモンズ.鈴木）。『ストII』では各国人のステレオタイプを強調したキャラクターデザインがなされており、日本人の典型的な名前ということで鈴木や田中が考えられていたが、欧米で知られているということで「本田」となった。

### 人物
豪放でさっぱりした性格で、一人称は「わし」、口調は「〜でごわす」。本田の型破りなスタイルは角界からはあまり良い目では見られていなかった（実力的には横綱になれる器だが、番付が張出大関のままなのはこれが原因）。だが、本田自身は相撲のことをこよなく愛しており、人々にもっと相撲のことを好きになってもらいたいと考えている。『ストII』ではある日突然「ワールドに相撲の素晴らしさを認めてもらおう」と思い立ち、世界巡業と称してストリートファイトの旅に出る。
『ストIV』でもその想いが爆発し、仲間力士たちの制止を振り切って、相撲を「わあるどわいど」にするべく再び世界格闘大会への参加を表明する。同作のエンディングでは、日本に帰国した際に報道陣から格闘大会の出場期間中に行われていた取組を放棄していたことについての責任を追及されるが、当の本田は休んだ取組を一度にこなすとともに「次は相撲をオリンピック競技にする」と新たな野望に燃えていた。
『ストV AE』では銭湯の文化を広めるために一役買っており、『ストII』の本田ステージが「本田湯」として登場している。自身のストーリーモードでは髪をまとめないまま湯船に入ろうとするララに「湯船に入る前は長い髪をまとめるのがマナー」、竜巻を起こして体を乾かそうとしたラシードに「風呂から出たらきちんと体を拭く」、シャワーを滝行替わりに使うリュウに「シャワーで修行はやめて、りらっーくす!」と笑顔で注意している。他にもストーリーモードにはメナト、ジュリ、いぶき、レインボー・ミカが銭湯の客として登場している。
朝稽古が毎日の恒例となっており、その際の騒音が近所迷惑になっていた。『ストII』で本田が日本国外へ旅立った際、住人はこれで安眠できると思っていたが、毎日弟子たちに大音量で国際電話をかけていたため、以前とそれほど変わらなかった。
『ウルトラストリートファイターII』（以下『ウルII』）では、最終的な目標は「相撲の技と通して心と体の融和を図ること」そして「毎日ちゃんこを食べること」だと語っている。
東駒形にある銭湯「加富根湯（かぷこんゆ）」の主人には昔から世話になっていた。同銭湯が経営難に陥った際、再建に協力できないだろうかと考えた結果、銭湯の前に作った土俵でストリートファイトを行い集客を行うなど心優しい一面も持っている。
日本国内での知名度は高く、さくらなどは本田が本場所の取組を放り出して格闘大会に出場したことをニュースで知っており、帰国の際にも多数の報道陣が待ち構えていたことから、良くも悪くも世間を騒がせていることが窺える。
好物にちゃんこ鍋、特技に鍋奉行とあるようにちゃんこ鍋に対する思い入れが強く、料理人で究極の料理を求めているエル・フォルテにもちゃんこ鍋を強く薦めている。
『ZERO3』のザンギエフのエンディングでは、麻薬や兵器を売りさばく悪い奴を退治するという目的でシャドルーの基地に単独潜入しており、偶然出会ったザンギエフと協力してサイコドライブを破壊し、互いに意気投合した。また面倒見の良い性格で、『ZERO3』の本人のエンディングではベガの洗脳から解放されたものの記憶を無くして行き場を失っていたベガ親衛隊のメンバーたちを引き取り、稽古をつけさせながら面倒を見ている。

## ゲーム上の特徴
相撲取りゆえに張り手や投げ技を持つが、ボディプレス、ヒップドロップ、飛び込み頭突き、飛び蹴りなど、相撲にはない技も織り交ぜて戦う。自身の体重を活かした重量感のある攻撃と、巨体をものともしない躍動感に溢れた動きが持ち味。
『ストII』登場の最初期には高い攻撃力に対して、動きが遅いことから「鈍重であるが高い攻撃力で一発逆転できるキャラクター」と認識されており、必殺技「スーパー頭突き」もトリッキーな奇襲技と認識されていた。またジャンプが低いため、「波動拳」などの飛び道具が苦手で、特に「波動拳」の弱と強を交互に出されると脱出が困難になり、半ば詰みの状態となる（この状態は「鳥かご」とも呼ばれる）。しかし、「スーパー頭突き」を弱パンチで出した場合は無敵時間が長い特性が発見され「百烈張り手などで牽制し、相手がジャンプしてきた場合はスーパー頭突きで撃墜する待ちキャラ」と評価が180度入れ替わった。ただし、飛び道具に対しての弱点は変わらず、後に「スーパー百貫落とし」などの新技が追加される要因となる。
『ストIV』では前方ダッシュの移動距離こそ短いものの、通常時の歩行スピードは比較的速い部類に入り、ジャンプの高度も高い方である。

## 技の解説

### 通常技
作品によって若干差異はあるが、ここでは『ストII』シリーズでの技名称を掲載。
| 操作     | 立ち（近距離）                                 | 立ち（遠距離）                    | しゃがみ                              | 垂直ジャンプ                          | 斜めジャンプ                              |
| -------- | ---------------------------------------------- | --------------------------------- | ------------------------------------- | ------------------------------------- | ----------------------------------------- |
| 弱パンチ | 張り手                                         | 張り手                            | しゃがみ張り手 / しゃがみつっ張り(※4) | ジャンプチョップ / ジャンプ張り手(※3) | ジャンプチョップ / ジャンプ張り手(※3)     |
| 中パンチ | つっ張り / 張り手(※4)                          | つっ張り / 張り手(※4)             | しゃがみつっ張り                      | ジャンプチョップ / ジャンプ張り手(※3) | ジャンプチョップ / ジャンプ張り手(※3)     |
| 強パンチ | ごっつあんチョップ                             | ごっつあんチョップ / 出足払い(※1) | 出足払い / しゃがみ両手突っ張り(※1)   | ジャンプ張り手                        | ジャンピング張り手                        |
| 弱キック | 向こうずねキック / ひざ蹴り(※1) / 払い蹴り(※3) | 払い蹴り / 四股蹴り(※1)           | 四股蹴り / 向こうずねキック(※1)       | 跳び丸太蹴り                          | 百貫落とし                                |
| 中キック | 向こうずねキック / ひざ蹴り(※1) / 払い蹴り(※3) | 払い蹴り / 四股蹴り(※1)           | 四股蹴り / 向こうずねキック(※1)       | 跳び丸太蹴り                          | フライングスモウプレス / 跳び丸太蹴り(※2) |
| 強キック | 丸太蹴り                                       | 払い蹴り / 丸太蹴り(※1)           | 土俵払い                              | 跳び丸太蹴り                          | 跳び丸太蹴り                              |

※1 『スーパーストリートファイターIIX』および『ハイパーストリートファイターII』でのSUPERX仕様のみ
※2 『スーパーストリートファイターII』『スーパーストリートファイターIIX』および『ハイパーストリートファイターII』でのSUPER、SUPERX仕様のみ
※3 スーパーファミコン版初代のみ
※4 スーパーファミコン版など移植版
- ごっつぁんチョップ（近距離立ち強パンチ）

腕を大きく振りかざし、手刀を打ち下ろす技。発生が早く、なおかつ出掛かりから攻撃判定が非常に強い。『スパII』までは遠近の間合いを問わずこの技が出たが、『スパIIX』からは近距離限定になった。

### Vシステム
雷電砲（らいでんほう）
Vリバーサル。強力な掌底を叩き込む。
スーパーごっつぁん砲
Vシフトブレイク。

#### Vスキル
猫だまし（ねこだまし） [I]
目の前に両手を突き出して掌を合わせて叩く。飛び道具を打ち消す性能を持つほか、ヒット・ガード時共に必殺技でのキャンセルが可能。
肩屋入り（かたやいり） [II]
次に出す「百裂張り手」の性能を一度だけ強化する。「百裂張り手」を出すまで効果は続く。強化版は威力とヒット後の有利時間が増加するほか、通常時はVトリガーでしかキャンセルできない通常技や特殊技からも出すことが可能になる。

#### Vトリガー
鬼瓦（おにがわら） [I]
塵手水の両手開きの動作を行い、全身から蒸気と汗を噴き出す。「鬼大角」と「鬼無双」が使用可能になる。
手力男（たぢからお） [II]
歌舞伎の六方のポーズを取り、全身から蒸気と汗を噴き出す。「岩戸開き」が使用可能になる。

### 投げ技
さば折り
相手の腰に両腕を回して締め上げる掴み技。相手に振りほどかれるまで締め上げ続け、連続してダメージを与える。『ストIV』以降は攻撃回数が固定されており、必ず1回締め付けた時点で相手を前方に投げ出すようになっている。抱きついているように見えることから、女性キャラクターに対して用いるネタがしばしば見られる（『ストリートファイター』のカードダスでこの技を扱ったカードでは、技をかけられている相手が春麗であった）。劇場版アニメではダルシムに対して使用している。本田の技の中で実際の相撲に存在する決まり手の名前がついているのはこの技のみであるが、連続で締め上げる攻撃を「さば折り」と呼ぶのは誤用であり、プロレスなどで使われる締め技「ベアハッグ」が近い。相撲の「さば折り」は上からのしかかるようにして相手の膝を土俵に付かせる技である。
折檻蹴り（せっかんげり）
掴み技。相手の頭を腕で掴み、膝蹴りを連続で入れる。『ストII』シリーズでのみ使用。スーパーファミコン版初代のみ、同じ入力操作でこの技の代わりに「さば折り」を使用する。
俵投げ
両腕で掴んだ相手を、荷物（米俵）を投げ渡すような動作で投げ飛ばす。実際の相撲の決まり手に俵投げはないが、アマレスなどでは時々使われる技である。
吊り屋根投げ
『ZERO3』のみで使用する。「俵投げ」の空中版。

### 特殊技
膝蹴り
至近距離で繰り出す2段膝蹴り。威力が高い。
払い蹴り
横に長く脚を突き出す。『スーパーストリートファイターII』（以下『スパII』）までは通常技で、弱・中・強の各種がありなおかつ強 - 弱問わず相手を転倒させる効果があった。『スパIIX』以降、強相当のものが特殊技として残る。『ウルIV』オメガエディションでは相手をダウンさせる。
フライングスモウプレス
両腕を広げた姿勢で繰り出す体当たりで、プロレス技のフライングボディプレスに相当。『ストリートファイターII'TURBO』（以下『ストIIターボ』）までは通常技だった。
四股踏み / 力足（ちからあし）
前者は『ストIV』、後者は『ストV AE』での技名。本来は相撲において立合い前に行う動作の一つ。大きく足を振り上げた後、相手を力強く踏みつける。中段属性を持ち、ヒット時はダウンを奪える。技の発生は非常に遅いが、足を上げている間であれば必殺技でキャンセル可能なほか、ターゲットコンボとして特定の通常技をキャンセルして出すこともできる。『ウルIV』のオメガエディションでは相手をダウンさせない2ヒットの技になった。

### ターゲットコンボ
近距離立ち中パンチ → 四股踏み / 地鎮（とこしずめ）
『ストIV』で追加されたターゲットコンボ。『ストV AE』では「地鎮」の技名が設定された。
近距離立ち中パンチ → 近距離立ち強パンチ
『ウルIV』オメガエディションで使用する。浮かせ技でヒット後は特定のEX必殺技で追撃が可能。
連ね張り手
『ストV AE』で追加。立ち弱パンチから立ち中パンチに繋げるターゲットコンボ。
開手（ひらて）
『ストV AE』で追加。立ち弱パンチ、立ち中パンチ、「猫だまし」を繋げるVスキル[I]を選択した時のみ使用可能なターゲットコンボ。3段目の「猫だまし」はVスキル版と異なり、Vトリガーでのみキャンセル可能。

### 必殺技
百裂張り手
目にも止まらぬ早さで続けざまに張り手を繰り出す技。ボタン連打で発動するタイプの技で、連打中は技の動作時間を延長することが可能。
リーチは短いものの前方広範囲に高速で攻撃を繰り出すため、密着した状態で出せば連続してヒットさせることも可能。ただし自身の腕の部分には喰らい判定も存在する（『ダッシュ』以降）ため、相手に判定の強い攻撃を出された場合はダメージを受けて技が中断する。
『ストII』ではその場で停止して張り手を繰り出す。『ダッシュ』から『スパII』までは、技を出しながらレバーを入れることでゆっくりと前後に移動できる。『スパIIX』以降はレバー入れ移動が不可になった代わり、発動時に勢いよく前方に踏み込むようになった。『ストIV』でのEX技版はレバー入れで前後移動が可能となっている。
『ウルIV』のオメガエディションでは動作時間は延長されず、ヒット数が固定されている。またEX版はヒットすると最後に強力な張り手で相手を大きく吹っ飛ばす。
『ストV AE』でもレバーによる前後移動はできず、ヒット数も固定。EX版のヒット後は立ち弱キックなどの追撃が可能。
春麗の「百裂キック」と並び、いわゆる「ケズリ技」の元祖ともいうべき技。相手を画面端に追い詰めてから繰り出せば、クリーンヒットせずともガードの上から体力を減らすことができた。
スーパー頭突き
両腕をクロスさせた後に頭突きを繰り出し、前方に向かって「気を付け」の姿勢で砲弾のように高速で飛ぶ突進技。
飛行速度が速くガードされても隙が少ないが、遠距離から飛び道具を連発されるとなす術がない。ただしサガットの「グランドタイガーショット」のように低軌道の飛び道具は飛び越せる。
シリーズによっては出掛かりに無敵時間が存在する。飛び道具をすり抜けるほどではないが、ジャンプ攻撃や突進技の迎撃にも使用できる。
初代『ストII』および『ハイパー』の初代仕様のみヒット時のダウン効果が無く、『ダッシュ』以降の作品ではヒット時には必ずダウン効果がある。
鬼大角（おにだいかく）
『ストV AE』のVトリガー[I]発動中に使用できる、スーパー頭突きの強化版。ボタンホールドで力をためることができ、最大までためると相手のガードを強制的に砕く。ヒット後は再び頭突きを繰り出す「鬼無双」で追撃ができる。
スーパー百貫落とし
フライングスモウプレスの体勢で斜め上に高く飛び上がった後、ヒップアタック（百貫落とし）で垂直落下する。上昇時・下降時とも攻撃判定があり、対空技と変則的な動きによる奇襲技の二つの面を併せ持つ。
飛び道具で封じ込められることへの対策として、『ストIIターボ』で追加された。出掛かりに無敵時間が存在する。『スパII』では下降時の攻撃が下段ガード不可に変更され、以後定着している。上昇時と下降時で攻撃が分かれているため基本的にどちらか片方しかヒットしないが、『ストIV』のEX技では上昇時に打ち上げた相手を下降時の攻撃で追撃することができる。
『ウルIV』オメガエディションでは性能が大きく変化し、飛び上がり時の攻撃判定が無くなったが飛び上がる高度は通常のジャンプと同じになり、奇襲技としての性能が強くなっている。またヒットした際のヒップアタック着地時、後方へ僅かに跳ねる。
『ストV AE』のEX版はレバーで飛び上がりの移動距離の調整が可能。
大銀杏投げ（おおいちょうなげ）
相手の頭を片手で掴んで地面に叩き付け、倒れたところにヒップアタックで追い打ちする投げ技。『スパIIX』で追加された技で、相手を気絶させやすい。元は逆ヨガコマンドだったが『ZERO3』以降の作品では入力コマンドが一回転に変更（『ストIV』では前者を採用）。
『ストV AE』のEX版は相手を地面に二回叩き付けヒップアタックで追い打ちするスーパーコンボ版の大蛇砕きと同様の動作になっている。
「大銀杏」とは十両以上の力士に許される髷の結い方の名称で、大きなイチョウの葉のような形状をしている。
大蛇砕き（おろちくだき）
『ウルトラストリートファイターIV』（以下『ウルIV』）のオメガエディションの「EX大銀杏投げ」。相手を地面に叩き付けた後、「四股踏み」で怯ませ、「スーパー百貫落とし」で締める。ガード不能の打撃投げで、特定のコンボでは空中の相手を掴むことも可能。
岩戸開き（いわとびらき）
『ストV AE』のVトリガー[II]発動中に使用可能な移動投げ。低い姿勢から数歩走り出し相手に触れると腰（まわし）を掴んで画面端まで持ち運び、画面端に叩き付ける。
摺り富岳（すりふがく）
『ウルIV』のオメガエディションで使用。両掌で突きこみ、ショルダータックルを繰り出す。低姿勢で力を溜めるため派生が非常に遅いが攻撃のタイミングを遅らせられる利点がある。
EX版は発生が非常に早く2連続で突き倒してからショルダータックルを繰り出す。
和邇千切り（わにちぎり）
『ウルIV』のオメガエディションで追加されたコマンド投げ。5連続でさば折りをする。投げ間合いが「大銀杏投げ」に比べてかなり狭いが、ダメージが非常に高い。
荒塩（あらしお）
『ウルIV』のオメガエディションで使用。前方に荒塩を撒く。威力は非常に低いが、ジャンプ中の相手に塩が当たるとその場で落とすことができ、攻撃動作中の相手も強制的に止めることができる。この技で相手をKOするとスーパーコンボフィニッシュ扱いになる。
『ZERO3』の挑発でも、塩を撒く動作がある。
スーパー四股
その場で四股を踏んで地震を起こす技。『ストリートファイター ザ・ムービー』（以下『ザ・ムービー』）で使用する。

### スーパーコンボなど
鬼無双（おにむそう）
「スーパー頭突き」を2回連続で繰り出す技。突進中は飛び道具を打ち消して進むことができるため、相手の飛び道具に合わせて使えば高確率でヒットさせられる。
『ZERO3』以降はLV3で出すと頭突きの後、「百裂張り手」で追撃する。
富士颪（ふじおろし）
頭突きでひるませた相手を空中に打ち上げ、「スーパー百貫落とし」で追撃する。『ZERO3』のみの技。『CAPCOM VS. SNK 2』では、ここでの空中に打ち上げるときの動作がガードキャンセル攻撃として使われている。
大蛇砕き（おろちくだき）
「大銀杏投げ」の強化版で、地面に叩き付ける動作を2回行った後に強烈なヒッププレスで締める。『ZERO3』で追加のLV3専用技。「大銀杏投げ」同様に投げ間合いが狭いが、威力は高い。『ウルIV』オメガエディションでは「大銀杏投げ」のEX版として使用する。
UC1 - スーパー鬼無双
『ストIV』におけるウルトラコンボで、『スパIV』におけるウルトラコンボ・I。自身の顔を両手で叩いて気合を入れた後、「スーパー頭突き」を放つ。これがヒットすると、そのまま相手を押さえ込んだ状態で画面端まで突っ込み、壁に叩きつけてから「百裂張り手」で追撃する。
技後は相手を画面端に追い詰めた状態になるため、有利な展開を作りやすいのが特徴。威力は『ストIV』では中の上程度だったが、後の『スパIV』ではトップクラスの威力に強化されている。
UC2 - 震・大蛇砕き（しん・おろちくだき）
『スパIV』におけるウルトラコンボ・II。「大銀杏投げ」の強化版の投げ技。相手の頭を掴んで地面にねじ伏せてから自身は空高くジャンプ。空中でポーズを取った後、遥か上空から急降下し、倒れた相手を目がけて大地を揺るがすほどのヒッププレスを見舞う。飛び上がった際に一丁締め風の効果音が発生するのが特徴。
通常の「大蛇砕き」よりも相手を地面に叩き付ける回数は減っているが、ヒッププレスを放つ際の高度とスピードが大幅に増している。
威力は「スーパー鬼無双」よりも低いが、技の発動（暗転）を見てからでは回避が間に合わないほど発生速度が速いため、汎用性に優れる。
CA - 神ヶ島（かみがしま）
『ストV AE』のクリティカルアーツ。「スーパー頭突き」で突進し相手を突き飛ばすと塵手水の両手開きで気合をため、約30発の張り手を叩き込む。
スーパー百裂張り手
「百烈張り手」をしながら前進して攻撃する技。『ザ・ムービー』で使用する。

## 他のメディアでの本田
アニメ映画『ストリートファイターII MOVIE』では、賭け試合でダルシムと対決し、その後にリュウと知り合う。日本の武道家同士として彼の旅に付き合い、リュウやガイルと共にシャドルーとの最終決戦に参加するなど出番が多い。ダルシム戦では彼の術に苦戦し敗北寸前だったが、リュウの登場で逆転勝利を収める（ダルシムがギブアップを宣言）。最終決戦ではマイク・バイソンと戦い、揉み合いながら共に崖から転落する。しかしほとんど傷を負わず、リュウとケンがベガを倒した直後にバイソンとガイルを抱えて這い上がってきた。ゲームとは違い、少々荒っぽい口調で話す。
実写映画『ストリートファイター』では、本田自体のプロフィールが異なっている（詳細はリンク先を参照）。
歴史紹介アニメ『よみがえる藤原京』では、厳しい修行の末に会得した新必殺技を披露するためにリュウ、ケン、春麗の3人を奈良に招集するが、本田があることをしたのがきっかけで大変なことが起こる。
神崎将臣の漫画『ストリートファイターII-RYU』では春麗と対戦。一進一退の攻防の末、お互いに敬意を持つ。春麗を捕らえてさば折りを仕掛け、ギブアップか絞め落とす寸前まで追い込んだが、彼女の胸に顔を埋めて油断する。それに気付いて激怒した春麗が反撃を開始、脳天へのひじ撃ちで脱出を許す。さらに百烈脚と流星落を受けて逆転負けを喫した。
橋口隆志の漫画『ストII爆笑!!4コマギャグ外伝』では、UFOが彼を持ち上げることができないほど重く、鉄道のホームにて白線より下がっていても腹が電車の車体に当たるなど、太っていることがしばしばギャグのネタとなっている。美貌のバルログに惚れているオカマのような描写もなされた他、自ステージの銭湯を相手のファイターにしばしば破壊され、その都度修理代を請求していた。
伊藤真美の漫画『SUPER STREET FIGHTER II X 外伝』の「第八話：闘いの先に見えざる者」では、本田の古い友人で柔道48kg以下級の優勝歴を持つ体育大生・梁瀬恵子が異種格闘技戦に参戦するのを止めるため、ケンにエキジビションマッチを挑んでいる。
雑誌『ゲーメスト』（新声社）や同社書籍『ストII 波動拳の謎』の記事などでは、本田の設定として、相撲界に麻薬が蔓延してるとして、対策のため捜査に派遣された男が麻薬の出所を探っているうちにシャドルーの存在をつきとめ、潜入調査のためにシャドルーの主催する格闘大会に、偽名のエドモンド・本田を使って参加しているとされる。

## その他
- 『ストII』シリーズでは、『スパIIX』に至るまで一度もエンディングのグラフィックに変更が加えられなかった唯一のキャラクター（『スパIIX』以降のノーコンティニュークリアでの追加一枚絵は除く）。また、初期の『ストII』シリーズでは勝利した時のメッセージが最も多い。
- 『ストリートファイターEX』シリーズでは、初代『ストII』からの使用キャラクターの中で唯一登場しておらず、同じく未登場のバイソン（クラッカー・ジャックが性能を継承）とは違い本田の性能を引き継いだキャラクターも存在しない。さらにGB版『ストII』でもダルシムと共に出番が無かった（GB版では削られた2人の代わりにバイソン、サガット、ベガが使用可能になっている）。
- 大相撲の力士を茶化しているとも取れるキャラクターであったため、大相撲の本場所が行われる両国国技館で開催されたSFC版『ストリートファイターIIターボ』の全国大会では会場を飾るキャラクターのバルーンのうち、本田のバルーンだけが除外されていた。また、ステージ出演者による本田のコスプレを見合わせる配慮もなされた。しかし、2015年にJRA・日本相撲協会・カプコンの3団体が共同企画したブラウザゲーム『ジャパンスモウカップ』では本田が登場しており、白鵬・日馬富士・鶴竜といった当時の横綱3人との競演が実現している[11]。ゲーム中で鶴竜が使用する「ぶちかましブースト」は本田の「スーパー頭突き」が元ネタであると説明されている。
- 本田をデザインしたのはカプコンの女性社員「ERICHAN」であり、彼女はゲーム中に登場する春麗の声も担当していた。モデルとなった人物は千代の富士であると後に別の開発担当者が語っている。
- 『ゲーメスト』編集による『ストII』のその後を描いた『FAREWELL FIGHTERS』では横綱兼レスラー兼スポーツ冒険家となっている。また、ちゃんこ料理店「どすこい亭」を経営しているようで、世界的に進出している[12]。
- エドモンド本田の「エドモンド」は「江戸主水」と漢字表記されることがある[13]。
- 『モンスターストライク』では通常と進化時の属性は「火」設定である[14]。

## 関連人物
ソドム
マッドギアにスモウレスラーをスカウトするために国技館で行なわれていた千秋楽の取り組みに乱入した際、本田と意気投合し一戦を交えることになる。後の『ZERO3』でも本田のライバルキャラクターとして再戦する。
ユーリ、ユーニ
本田がベガを撃破した後、行き場を失った彼女たちを引き取り稽古をつける。
エル・フォルテ
究極の料理を探すフォルテに対し、「世界一の料理」としてちゃんこ鍋を、「栄養があり、体だけでなく精神も鍛えられる」として日本の青汁を勧めている。
ハカン
デモや勝利メッセージによれば、本田とは旧知の間柄の模様。お互い自国国技の担い手であり、ともにちゃんこ料理が好物であるなど共通点も多い。またハカンは、本田の大銀杏をセットしている鬢付け油に興味津々である。
この他、春日野さくら、リュウともライバルキャラクター関係に当たり、出演作における特殊勝利メッセージなどから日本人、もしくは日本に関係の深いキャラクターには特に愛着を持っている。

## 主な登場作品
- ストリートファイターIIシリーズ
- ストリートファイターZERO3
- ストリートファイターIVシリーズ
- ストリートファイターV
- ストリートファイター6
- CAPCOM VS. SNKシリーズ
- SNK VS. CAPCOM 激突カードファイターズ全シリーズ（トレーディングカードゲーム版も含む）
- モンスターストライク[15] ※プレミアムガチャ限定[14]

## キャスト
ゲーム作品での担当声優
- 菅原正志（『ZERO3』、『CAPCOM VS. SNK』シリーズ）
- 永野善一（『ストIV』シリーズ以降の関連作品全般）

関連作品での担当声優
- 郷里大輔（劇場アニメ『ストリートファイターII MOVIE』、『ストリートファイターII〜よみがえる藤原京〜 ロマントピア藤原京'95』）
- 福田信昭（実写映画『ストリートファイター』日本語吹き替えテレビ版）
- 安西正弘（実写映画『ストリートファイター』日本語吹き替えソフト版）

俳優
- ピーター・ネイビー・トゥイアソソポ（実写映画『ストリートファイター』）